# (136818) Селкет
(136818) Селкет (лат. Selqet) — небольшой околоземный астероид из группы Атона, который из-за довольного высокого эксцентриситета, в процессе своего движения вокруг Солнца пересекает орбиты не только Земли, но и Венеры. Он был открыт 29 июня 1997 года американским астрономом Роем Такером в обсерватории Гудрайк-Пиготт и назван в честь Селкет, древнеегипетской покровительницы мёртвых. 

Орбита астероида Селкет и его положение в Солнечной системе